# Fowleria aurita
Fowleria aurita és una espècie de peix pertanyent a la família dels apogònids.

## Descripció
- Pot arribar a fer 9 cm de llargària màxima.
- 8 espines i 9 radis tous a l'aleta dorsal i 2 espines i 8 radis tous a l'anal.[6]

## Hàbitat
És un peix marí, associat als esculls i de clima tropical (30°N-35°S) que viu entre 1 i 37 m de fondària.

## Distribució geogràfica
Es troba des del mar Roig fins a KwaZulu-Natal (Sud-àfrica), Samoa, Mangareva, les illes Ryukyu, el nord d'Austràlia i l'illa de Lord Howe.

## Observacions
És inofensiu per als humans i de costums nocturns.